# 55428 Каппелларо
55428 Каппелларо (55428 Cappellaro) — астероїд головного поясу, відкритий 14 жовтня 2001 року.
Тіссеранів параметр щодо Юпітера — 3,386.